# AZS Politechnika Pocztowiec Poznań
AZS Politechnika Pocztowiec Poznań is een Poolse hockeyclub uit Poznań. De club werd opgericht in 1932. Tot 2012 was de naam Pocztowiec Poznań, hierna werd samengegaan met de omnisportvereniging van de Technische Universiteit Poznań.

## Erelijst
- Europacup zaalhockey (heren): 2003, 2007